# Corrado Nuccini
Corrado Nuccini (Castelnovo ne' Monti, 14 luglio 1974) è un chitarrista, compositore e art director italiano, membro dei Giardini di Mirò.

## Biografia
Corrado Nuccini, cantante, chitarrista e fondatore della band italiana Giardini di Mirò lavora da diversi anni nella produzione musicale e nell'organizzazione di rassegne, eventi e concerti. Dai primi anni 2000 ha realizzato 15 album ufficiali, diverse raccolte di remix, singoli e b-side e suonato in più di 1000 concerti.
Con i Giardini di Mirò  registra il primo album "Rise and Fall of Academic Drifting" nel 2001, il disco si impone a pubblico e stampa grazie alle sonorità contemporanee vicine al post rock. Successivamente pubblica, sempre con la band, "Punk not...diet!" (2003), Dividing Opinions (2007), Good Luck (2012), Different Times (2018) con ottimi riscontri sia in Italia che all'estero.
Nel 2006 ha prodotto il suo primo lavoro solista Matters of love and death, in cui sposa i suoni post-rock tipici dei Giardini di Mirò con sonorità hip hop insieme ai musicisti del collettivo Shadow Animals e al rapper statunitense Bleubird. Nel 2009, insieme ad Emanuele Reverberi e Alessandra Gismondi fonda la band Vessel e incide due EP per l'etichetta 42 Records. Nel 2015 pubblica "Le Difese" primo album in italiano dei Vessel.

Photo by Daniele Rebecchi during the Rapsodia Satanica Tour 2015, Interzona, Verona.

Con il gruppo e in veste solista ha suonato diversi concerti non solo in Italia, ma anche in Spagna, Francia, Germania, Grecia, Danimarca, Belgio, Svizzera, Norvegia e Giappone, partecipando ai più importanti festival di musica indipendente e non solo. Assieme ai Giardini di Mirò ha curato la colonna sonora del film Sangue di Libero de Rienzo, presentato al festival del cinema di Locarno e distribuito nelle sale da Mikado. Ha partecipato alle colonne sonore di diverse pellicole, tra le quali Prendimi e portami via (2003) di Tonino Zangardi con Valeria Golino, e Un gioco da ragazze (2008) di Matteo Rovere. Ha rimusicato, insieme ai Giardini di Mirò, per conto del museo del cinema di Torino, la pellicola di cinema muto "Il Fuoco" di Giovanni Pastrone a cui ha fatto seguito un tour di circa trenta date in italia ed europa, sonorizzando dal vivo il film del regista piemontese. Nel 2012 ha replicato l'esperienza con la pellicola "Rapsodia Satanica" di Nino Oxilia. Dal 2016 il brano dei Giardini di Mirò di cui è coautore è sigla del programma RAI Il tempo e la Storia.
Collabora in maniera continuativa con Emidio Clementi col quale ha realizzato due album, "Notturno Americano" nel 2015 ispirato al testo "Il Primo Dio" di Emanuel Carnevali e "Quattro Quartetti" ispirato al testo di Thomas Stern Eliot.
Ha collaborato con diversi artisti oltre ad Emidio Clementi (Massimo Volume), Apparat,  Populous, Angela Baraldi, Glen Johnson (Piano Magic), Stefano Pilia, Adriano Viterbini, Andrea Faccioli, Massimo Pupillo e molti altri.
Nel 2018 ha sonorizzato il film muto Ingeborg Holm per conto del Museo del Cinema di Torino in occasione dell’inaugurazione di Seeyousound insieme a Iosonouncane ed Enrico Gabrielli.
Nel 2019 all’accademia di Francia, presso Villa Medici a Roma, presenta La Passione di Giovanna d’Arco, insieme a Xabier Iriondo (Afterhours). Nel 2019 cura Sonitus progetto di sperimentazione sonora di matrice ecologista che prevede la sonificazione delle piante, insieme al sound desiner Giuseppe Cordaro e al regista - videoartista Giuseppe La Spada che ha debuttato a settembre alla fabbrica del vapore di Milano.
Dal 2020 cura la programmazione della storica rassegna musicale Ferrara Sotto le Stelle.
Oltre a suonare organizza eventi e festival musicali, tra i quali Soundtracks - Musica da Film, Canatautori su Marte, Collateral e altre rassegne.
Nel 2021 esce "Quando Tutto Diventò Blu" disco ispirato all'omonima graphic novel dell'illustratore e musicista Alessandro Baronciani per La Tempesta Dischi insieme ad Ilariuni, Her Skin, Verano, Daniele Rossi.
Nel 2022 esce "Motel Chronicles" con Emidio Clementi per 42 Records, ispirato a testi di Sam Shepard, dodici canzoni con fulminanti istantanee che raccontano di stanze d’albergo, strade statali, distese di grano al tramonto, parcheggi, piano bar, rodei di provincia e molto altro in un mondo popolato da personaggi inquieti alla ricerca di quelle risposte che la vita non riesce a dare

## Discografia

### Album
- 2001 - Rise and Fall of Academic Drifting (Homesleep)
- 2003 - Punk... Not Diet! (Homesleep/2nd rec)
- 2007 - Dividing Opinions (Homesleep/2nd rec)
- 2009 - Il Fuoco (Unhip records/City Centre Offices)
- 2012 - Good Luck (Santeria/Audioglobe/City Centre Offices)
- 2014 - Rapsodia satanica (Santeria/Audioglobe)
- 2018 - Different Times (42 Records)

### Colonne sonore
- 2006 - Sangue - La morte non esiste

### Raccolte/Remix
- 2002 - The Academic Rise of Falling Drifters (Homesleep/2nd rec)
- 2004 - Hits for Broken Hearts and Asses (2nd rec)
- 2006 - North Atlantic Treaty of Love (2nd rec)

### EP/Mini-album
- 1998 - GDM? (autoprodotto/Fiction.Friction)
- 1999 - Iceberg EP (Gammapop/Zum)
- 2002 - The Soft Touch EP (Homesleep)
- 2012 - Unluck EP (Secret Furry Hole)

### Singoli/Split
- 2000 - GDM vs. Pmn 10" (2nd rec)
- 2002 - Split GDM/Deep End 10" (Love Boat)
- 2002 - Split GDM/Yuppie Flu - Heidi Whiskey 28 7" (Jonathan Whiskey)
- 2003 - Revolution on Your Pins! (Homesleep/2nd rec)
- 2005 - Boys Scarves Are a Guide to Rebellion 7" (Earsugar)
- 2006 - North Atlantic Treaty of Love pt.1 (2nd rec)
- 2006 - North Atlantic Treaty of Love pt.2 (2nd rec)

### Compilation
- 2010 - Bufera in Materiali resistenti

### Vessel
- 2010 Tales Of Memento Island (42 Records)
- 2010 Melodies Of Cupido Island (42 Records)
- 2014 Le difese (Santeria)

### Emidio Clementi
- 2015 Notturno americano (Santeria / Audioglobe)
- 2016 Quattro Quartetti (42 Records)
- 2022 Motel Chronicles (42 Records)

### Nuccini!
- 2006 Matters of Love and Death (2nd Rec)
- 2010 Domnei Des Amantes